# Samuel Morland

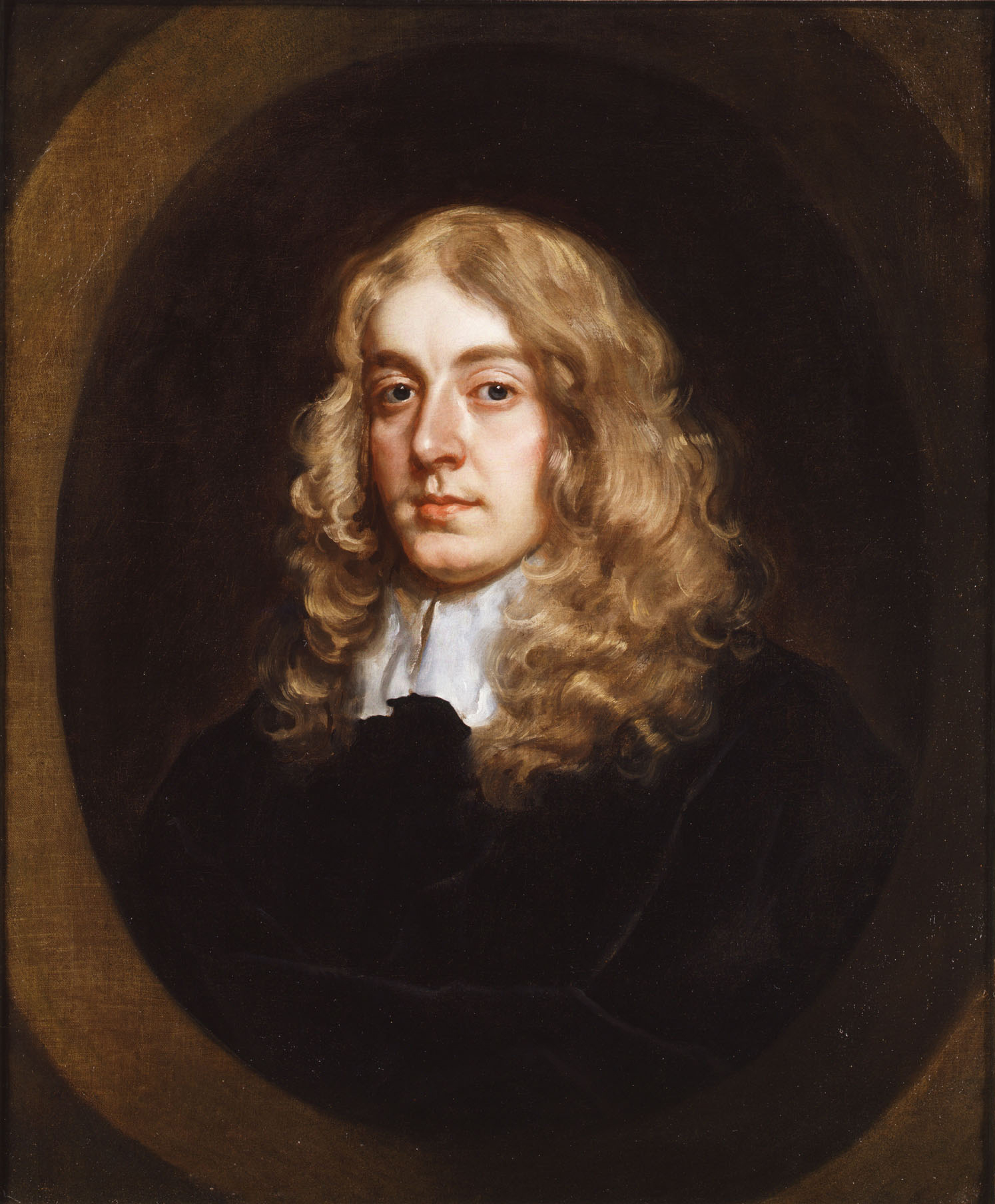
Samuel Morland

Samuel Morland (ur. 1625 w Berkshire, zm. 1695) – angielski matematyk, polityk, dyplomata, szpieg i wynalazca.

## Życiorys
Studiował matematykę w Winchester College i Magdalene College w Cambridge. Kontrolował z ramienia rządu Cromwella prywatną korespondencję ważnych ludzi, pełnił misję w Szwecji (1653) i we Włoszech (1654). W rządzie Cromwella zajmował dość wysokie stanowiska; był m.in. asystentem Sekretarza Stanu i członkiem prywatnego gabinetu Cromwella w 1655 r. 
Służba dla rewolucji angielskiej nie przeszkodziła mu w dalszej karierze po restauracji monarchii. Król Karol II ułaskawił go, a nawet wyznaczył mu w roku 1660 specjalną pensję; związane to było z ujawnieniem przez Morlanda spisku na życie króla.
Od tego czasu Morland zajął się głównie tworzeniem rozmaitych pomysłowych konstrukcji, choć piastował również kilka wysokich stanowisk państwowych, m.in. był Królewskim Mistrzem Mechaniki. Pracował m.in. nad budową maszyn parowych i pomp wodnych (wysłano go do Francji do pomocy królowi Ludwikowi XIV w konstruowaniu pomp dla Wersalu), zajmował się także doprowadzeniem wody z Tamizy do zamku Windsor. Oto (niepełny) spis jego wynalazków:
- Mechaniczna maszyna sumująca kwoty, wyrażone w walucie brytyjskiej (nie jest to system dziesiętny: funt ma 20 szylingów, gwinea – 21 szylingów itp.). Samuel Pepys w swym dzienniku pod datą 14 marca 1667 roku określił ją jednak jako "bardzo przyjemną, ale niespecjalnie użyteczną")
- maszyna do mnożenia i dzielenia (mechaniczna wersja kostek Napiera)
- maszyna do obliczeń trygonometrycznych
- tablice ułatwiające liczenie
- "mówiąca trąba" (czyli megafon)
- przenośny piec parowy
- różne pompy wodne (jedna z nich została opatentowana w roku 1661
- dwa rodzaje barometru